# Ryse: Son of Rome
Ryse: Son of Rome is een hack and slash-spel ontwikkeld door het Duitse Crytek Frankfurt. Het spel werd op 22 november 2013 uitgegeven door Microsoft Studios als exclusief spel voor de Xbox One. Ondanks de exclusiviteit werd in augustus 2014 door Crytek bericht dat Ryse: Son of Rome in het najaar van dat jaar zou verschijnen voor Windows. De Windows-versie kwam op 10 oktober 2014 uit en werd voor de digitale markt uitgegeven door Crytek, waar Deep Silver verantwoordelijk is voor de fysieke exemplaren.

## Gameplay
In Ryse: Son of Rome speelt de speler als een Romeins generaal genaamd Marius Titus.